# Pringsewu Barat
Pringsewu Barat is een bestuurslaag in het regentschap Pringsewu van de provincie Lampung, Indonesië. Pringsewu Barat telt 9177 inwoners (volkstelling 2010).